# Шнее, Генрих
Генрих Альберт Шнее (нем. Albert Hermann Heinrich Schnee; 4 февраля 1871 — 23 июня 1949) — немецкий юрист, колониальный государственный служащий, политик, писатель. Он занимал должность последнего губернатора Германской Восточной Африки.

## Карьера
Генрих родился в Хальденслебене, в семье советника окружного суда Германа Шнее (1829—1901) и его жены Эмили. Он учился в средней школе в Нордхаузене и изучал право в Гейдельберге (член Корпуса Ренания Гейдельберг), Киле и Берлине (доктор права, 1893). В 1897 году он получил работу в министерстве иностранных дел, а в 1898 году он стал судьей и заместителем губернатора Германской Новой Гвинеи. В 1900 году он стал районным чиновником и заместителем губернатора Самоа. После 1904 года он снова служил советником Посольства в колониальном департаменте Министерства иностранных дел Германии.
В 1905 году он стал колониальным консультативным советником посольства в Лондоне, в 1906 году — лекторским советником, а в 1907 году — Дирижентом. С 1911 года он был директором министерства и главой политико-административного отдела Императорского колониального управления в Берлине.

## Губернатор Восточной Африки
С 1912 по 1918 годы Шнее был последним губернатором Восточной Африки. Его пребывание в должности ознаменовалось началом Первой мировой войны. Как губернатор он занимал высшее военное командование. Однако вскоре он не согласился с командующим генералом Паулем фон Леттов-Форбеком в отношении оборонительной стратегии. В конечном счете фон Леттов-Ворбек одержал победу со своей партизанской тактикой и все больше брал на себя управление колонией. В апреле 1918 года попал в британский плен, но вскоре был освобождён из него германскими войсками. 2 марта 1919 года Шнее и Леттов-Форбек вели на параде вернувшихся бойцов из Восточной Африки через Бранденбургские ворота в Берлине.

## Политическая деятельность
После Первой мировой войны Шнее был членом Рейхстага, где представлял Германскую народную партию; вышел из партии в 1932 году. В 1932 году в прессе появились слухи о том, что Шне станет канцлером. С 1933 по 1945 год он снова занимал место в рейхстаге, теперь от нацистской партии по приглашению Адольфа Гитлера.
Шнее был также известен во всем мире как ведущий представитель немецких интересов в Лиге наций, и его неоднократно приглашали на переговоры в Соединенные Штаты и в европейские страны. Он был назначен в Комиссию Лиги Наций по Маньчжурии (Литтонскую комиссию), которая вела переговоры с Китаем и Японией относительно их военного конфликта из-за влияния в Маньчжурии и их переговоры перед Лигой Наций.

## Официальный представитель ассоциации
В 1926 году Шнее стал президентом Федерации немцев за границей, и до 1933 года он занимал эту должность. С 1930 по 1936 год он был последним президентом Немецкого колониального общества, которое затем было вытеснено Рейхсколониальбундом (РКБ). После выхода Третьего Рейха из лиги Наций дела для него стали идти хуже. С 1933 по 1945 годы Шнее был президентом Немецкого мирового экономического общества. После Второй мировой войны союзники считали Шнее невиновным, потому что он к 1945 году не занимал место в парламенте нацистской партии и не мог продолжать свою работу.
После войны нигде не работал. Погиб в 1949 году в автокатастрофе в Западном Берлине и был похоронен на кладбище недалеко от шоссе его смерти.

## Историческая оценка
Генрих Шнее — одна из фигур немецкого колониального ревизионизма. Путём публикации книг и эссе как политик, а также как представитель федерации и лектор он пытался придать «колониальному вопросу» общегосударственное значение и содействовать восстановлению бывших колониальных территорий. В ходе уравнивания колониальных объединений в 1936 году, стало ясно, что его влияние исчезло. Шнее не рассматривался на должность в RKB, и он не вступил в новую колониальную ассоциацию.

## Авторство книг
- Картины из Южного моря. Среди людоедских племен архипелага Бисмарк. Берлин, 1904.
- Германская Восточная Африка в мировых войнах. Как мы жили и воевали. Кель и Мейер, Лейпциг, 1919.
- Немецкий колониальный словарь. Кель и Мейер, Лейпциг 1920.
- Нужны ли Германии колонии? Кель и Мейер, Лейпциг, 1921.
- Вина колониальной лжи. Sachers and Kuschel, Berlin, 1924.
  - Английский: немецкая колонизация прошлого и будущего. Правда о немецких колониях, перепечатка Kennikat Press, Порт-Вашингтон / Лондон 1970.
  - Испанский: Colonización alemana: El pasado y el future.La verdad los Colonias Alemanes, con prologo de José Vasconcelos . Мюнхен, Editore Internacional 1929.
  - Итальянский: La Colonizzazione Germanica: Перевод Il suo passato ed il suo futuro после перевода на английский язык 1926 года. Санторо, Рим, 1932.
  - Итальянский: La menzonga inglese della colpa колониальный. Вальекки, Флоренция, 1941.
- Национализм и империализм. Реймар Хоббинг, Берлин, 1928.
- Десять лет Версаля (изд., Совместно с Гансом Дрегером), 3 тома, издательство Bridge, Берлин, 1929/30.
- Народы и державы на Дальнем Востоке. Впечатления от поездки с Маньчжурской комиссией. Немецкая книжная ассоциация, Берлин, 1933.
- Немецкие колонии до, во время и после мировой войны. Кель и Мейер, Лейпциг, 1935.
- Колониальный спрос Германии. Вендт, Берлин, 1937.
- Колониальная держава Германия, Немецкая молодёжная библиотека № 679—681. Издательство Х. Хильгер, Берлин, 1940.
- Как последний губернатор в Восточной Германии — Воспоминания, изд. Ада Шни. Кель и Мейер, Гейдельберг, 1964.